# Банда (город)
Банда (англ. Banda, хинди बांदा) — город в южной части штата Уттар-Прадеш, Индия. Административный центр округа Банда.

## География
Абсолютная высота — 163 метра над уровнем моря. Город находится к югу от реки Джамна, к юго-западу от Аллахабада, в исторической области Бунделкханд.

## Население
По данным на 2013 год численность населения составляет 187 914 человек. Население города говорит преимущественно на языке бундели, близком к хинди.
Динамика численности населения города по годам:
| 1991   | 2001    | 2013    |
| ------ | ------- | ------- |
| 96 795 | 134 839 | 187 914 |

## Транспорт
Национальное шоссе № 76 соединяет город с Аллахабадом, национальное шоссе № 86 — с Канпуром, а шоссе штата № 92 — с Фатехпуром. Имеется железнодорожное сообщение.